# IC 436
IC 436 је тројна звијезда у сазвјежђу Кочијаш која се налази на листи објеката дубоког неба у Индекс каталогу.
Деклинација објекта је + 38° 37' 42" а ректасцензија 5h 53m 39,9s.